# Capità Phillips
Capità Phillips (títol original: Captain Phillips) és una pel·lícula biogràfica dirigida per Paul Greengrass i protagonitzada per Tom Hanks. Està basada en el llibre A captain's duty (El deure d'un capità), escrit per Stephan Talty i pel capità Richard Phillips, que va ser pres com a ostatge per pirates somalis mentre dirigia el vaixell de càrrega MV Maersk Alabama per l'oceà Índic, després de fracassar els pirates en el seu segrest del vaixell el 2009. Es va estrenar el 27 de setembre de 2013 en el Festival de Cinema de Nova York, arribant als cinemes nord-americans l'11 d'octubre del mateix any. Ha estat doblada i subtitulada al català.

## Argument
Richard Phillips (Tom Hanks) pren el comandament del MV Maersk Alabama en un port d'Oman per transportar la seva càrrega fins a Mombasa a través del golf d'Aden. Cautelós per l'activitat de pirates prop de les costes de Somàlia, dona ordres extra de seguretat en el vaixell. Quan Phillips descobreix que el seu vaixell és el blanc d'una banda de pirates somalis encapçalada per Abduwali Muse (Barkhad Abdi), aconsegueix evadir de moment. No obstant això, Muse torna l'endemà amb altres tres pirates en un esquif més ràpid impulsat per dos motors. Tot i que Phillips i la seva tripulació fan els seus millors esforços per repel·lir amb bengales i amb les mànegues d'aigua del vaixell, una de les mànegues d'aigua falla en estar mal connectada i els pirates aprofiten aquesta oportunitat per pujar pel sector de la mànega d'aigua mal connectada i són capaços d'abordar i prendre el control del MV Maersk Alabama, capturant al capità mentre la majoria de la tripulació s'amaga a la sala de màquines del vaixell. Muse, sota les ordres del líder de la facció local, espera segrestar la nau i als seus ocupants per obtenir els diners que l'empresa propietària del vaixell oferirà com a recompensa.
Muse intenta portar el MV Maersk Alabama cap a la costa, però la tripulació aconsegueix evadir-ho. Posteriorment, aconsegueixen interrompre l'energia elèctrica del motor i després l'energia d'emergència del vaixell, eventualment capturant al líder dels pirates. Negociant amb la resta dels pirates, la tripulació acorda l'intercanvi de Phillips i trenta mil dòlars per Muse a través dels bots salvavides el vaixell, només perquè els pirates llancin el pot amb Phillips encara a bord esperant intercanviar-ho per una recompensa. Mentre el pot d'emergència arriba a la costa, la tensió creix entre els pirates quan consumeixen qat, perden contacte amb la seva nau nodrissa i posteriorment són interceptats pel destructor USS Bainbridge de l'Armada dels Estats Units. Una vegada que arriben més vaixells de l'Armada, Phillips tracta de parlar amb Muse, que assegura que ha arribat massa lluny i no es rendirà. Mentrestant, el capità de l'USS Bainbridge, Frank Castellà, rep l'ordre d'evitar per tots els mitjans que els pirates arriben a terra ferma.
Aquesta nit, Phillips és capaç d'escapar del pot i res cap als vaixells. L'Armada no pot identificar-lo, així que no fan res. Els pirates ho segueixen ràpidament i li disparen fins que es rendeix. Els agitats pirates desconeixen que un equip SEAL ha arribat al lloc per prendre el control de la situació. Mentre 03:00 franctiradors dels SEAL s'ubiquen per disparar contra els pirates, Castellà i els SEAL continuen negociant amb els pirates, finalment prenent el pot d'emergències com a remolc. Eventualment, Muse acorda abordar l'USS Bainbridge creient que es trobarà amb els seus per negociar el rescat de Phillips. En el pot d'emergència, un dels més agitats pirates descobreix a Phillips escrivint una carta de comiat a la seva esposa i, quan tracta de treure-, Phillips ho ataca, però és ràpidament detingut. Llavors un segrestador decideix prendre el control total i executar a Phillips. Mentre ho lliguen i li venguin els ulls, els tres franctiradors SEAL disparen simultàniament, abatent als pirates. En l'US Bainbridge, Muse és detingut, emmanillat i arrestat per pirateria. Phillips és rescatat en estat de xoc, però agraeix a l'equip per salvar la vida.

## Repartiment
- Tom Hanks: Richard Phillips capità del MV Maersk Alabama
- Barkhad Abdi: Abduwali Muse, líder pirata somali
- Catherine Keener: Andrea Phillips
- Faysal Ahmed: Najee, pirata somali
- Michael Chernus: Shane Murphy, primer oficial de l'MV Maersk Alabama
- David Warshofsky: Mike Perry, enginyer en cap de l'MV Maersk Alabama
- Corey Johnson: Ken Quinn, timoner del MV Maersk Alabama
- Chris Mulkey: John Cronan, membre de la tripulació del MV Maersk Alabama
- Yul Vazquez: Frank Castellà, comandant del USS Bainbridge
- Max Martini: comandant de l'equip SEALs
- Omar Berdouni: Nemo, traductor de l'idioma somali
- Mohamed Ali: Assad, pirata somali
- Barkhad Abdirahman: Bilal, pirata somali
- Mahat M. Ali: Elmi, pirata somali
- Issak Farah Samatar: Hufan, pirata somali del vaixell nodrissa

## Exactitud històrica
En un article del New York Post, alguns dels membres de la tripulació del MV Maersk Alabama acusar la pel·lícula de ser inexacta en els fets i la interpretació de Richard Phillips. Mike Perry, el cap de màquines, també va afirmar en una entrevista a CNN que la pel·lícula no explica la història real.
Tot i les queixes de la inexactitud amb la forma en què la pel·lícula retrata els esdeveniments que van envoltar el segrest, el director de la pel·lícula, Paul Greengrass, va declarar públicament que «està darrere de l'autenticitat del capità Phillips […] al final del dia, és fàcil fer denúncies anònimes contra una pel·lícula […] però els fets són clars […] el vaixell del capità Phillips va ser atacat, el vaixell, la tripulació i la seva càrrega van aconseguir arribar a bon port sense lesions greus o pèrdues de vides […] Aquesta és la història que ens van dir i és precisa».
Richard Phillips va tornar a la seva llar a Underhill, Vermont, el 17 d'abril del 2009 per reunir-se amb la seva família.
El 16 de febrer de 2011 Abduwali Muse va ser condemnat a 33 anys i 9 mesos en una presó federal per pirateria i altres delictes. Des de febrer del 2012 es troba complint la seva condemna en el Complex Correccional Federal en Terre Haute, Indiana.
El 25 de juliol de 2010 el capità Phillips va tornar al mar.

## Rebuda
Al lloc web Metacritic, Capità Phillips va obtenir vuitanta-tres punts, d'un màxim de cent, basant-se en set ressenyes professionals, el que significa «ovació universal». En Rotten Tomatoes va aconseguir un 94% d'aprovació amb base a 188 crítiques. El consens del lloc és:
Intel·ligent, potentment actuada i increïblement intensa, Capità Phillips ofereix als espectadors una pel·lícula biogràfica estil Hollywood ben feta i li dona a Tom Hanks una vitrina per a una altra brillant interpretació.

## Premis i nominacions
- premis Oscar
  - Millor pel·lícula: Michael De Luca, Dana Brunetti, Scott Rudin (Nominada)
  - Millor actor secundari: Barkhad Abdi (Nominat)
  - Millor guió adaptat: Billy Ray (Nominat)
  - Millor muntatge: Christopher Rouse (Nominat)
  - Millor so: Chris Burdon
  - Millor edició de so: Oliver Tarney (Nominat)
- Globus d'Or
  - Millor pel·lícula drama (Nominat)
  - Millor director Paul Greengrass (Nominat)
  - Millor actor - Drama Tom Hanks (Nominat)
  - Millor actor de repartiment Barkhad Abdi (Nominat)
- premis BAFTA
  - Millor pel·lícula (Nominada)
  - Millor director Paul Greengrass (Nominat)
  - Millor Actor Tom Hanks (Nominat)
  - Millor actor de repartiment Barkhad Abdi (Guanyador)
  - Millor guió adaptat Billy Ray (Nominat)
  - Millor música original Henry Jackman (Nominat)
  - Millor Fotografia Barry Ackroyd (Nominat)
  - Millor Muntatge Christopher Rouse (Nominat)
  - Millor so Chris Burdon, Oliver Tarney (Nominat)
- Premis del Sindicat d'Actors
  - Millor actor Tom Hanks (Nominat)
  - Millor actor de repartiment Barkhad Abdi (Nominat)
- Premis Choice Movie
  - Millor pel·lícula (Nominat)
  - Millor actor Tom Hanks (Nominat)
  - Millor actor de repartiment Barkhad Abdi (Nominat)
  - Millor director Paul Greengrass (Nominat)
  - Millor guió adaptat Billy Ray (Nominat)
  - Millor Muntatge Christopher Rouse (Nominat)
- premis Satellite
  - 2014 Millor pel·lícula (Nominat)
  - Millor director Paul Greengrass (Nominat)
  - Millor actor protagonista Tom Hanks (Nominat)
  - Millor guió adaptat Billy Ray (Nominat)
  - Millor so Oliver Tarney, Chris Burdon, Mark Taylor (Nominat)